# جهنده‌ماهی کوهپایه
جهنده‌ماهی کوهپایه (نام علمی: Percina crassa) نام یک گونه از سرده جهنده‌ماهی‌های شکم‌زبر است.